# Associazione Calcio Femminile Trento 2006-2007
Questa voce raccoglie le informazioni riguardanti l'Associazione Calcio Femminile Trento nelle competizioni ufficiali della stagione 2006-2007.

## Rosa
| N. |                   | Ruolo | Calciatrice        |
| -- | ----------------- | ----- | ------------------ |
|    | Italia (bandiera) | P     | Elena Bon          |
|    | Italia (bandiera) | P     | Valentina Cretti   |
|    | Italia (bandiera) | D     | Anna Busetti       |
|    | Italia (bandiera) | D     | Catia Ferrari      |
|    | Italia (bandiera) | D     | Laura Prosperi     |
|    | Italia (bandiera) | D     | Elena Rigon        |
|    | Italia (bandiera) | D     | Federica Rodella   |
|    | Italia (bandiera) | D     | Paola Tomasi       |
|    | Italia (bandiera) | C     | Pamela Dalla Palma |

| N. |                   | Ruolo | Calciatrice       |
| -- | ----------------- | ----- | ----------------- |
|    | Italia (bandiera) | C     | Michela Faes      |
|    | Italia (bandiera) | C     | Alessia Bertolini |
|    | Italia (bandiera) | C     | Irene Ferrari     |
|    | Italia (bandiera) | C     | Wania Meneghelli  |
|    | Italia (bandiera) | A     | Manuela Gargiulo  |
|    | Italia (bandiera) | A     | Paola Leonardi    |
|    | Italia (bandiera) | A     | Alice Parisi      |
|    | Italia (bandiera) | A     | Stefania Rigatti  |
|    | Italia (bandiera) | A     | Sara Visentin     |